# Bärenschützklamm
Bärenschützklamm är en ravin i Österrike. Den ligger i distriktet Bruck-Mürzzuschlag och förbundslandet Steiermark, i den östra delen av landet, mellan Mixnitz och Teichalm.
I omgivningarna runt Bärenschützklamm finns i huvudsak blandskog och bergsängar. I ravinen finns en vandringsled med broar och trappor. Höjddifferensen mellan ingången och utgången är 350 meter. Några klippformationer fick namn som Kanonenrohr (kanonrör), Sechs hohe Leitern (sex höga stegar) eller Schwalbennest (svalans bo). Vid östra sidan av ravinen ligger gästgiveriet Zum Guten Hirten.